# Solenocera agassizii
Solenocera agassizii är en kräftdjursart som beskrevs av Faxon 1893. Solenocera agassizii ingår i släktet Solenocera och familjen Solenoceridae. Inga underarter finns listade i Catalogue of Life.